# نور آبی

نور آبی، نوعی نور پر انرژی، بخشی از طیف نور مرئی است

نور آبی، (به انگلیسی: Blue Light) بلولایت، نور آبی نمایشگر، نور آبی گوشی، نور آبی تلفن‌های هوشمند، که نور مرئی پرانرژی (HEV) نیز نامیده می‌شود، یکی از رنگ‌های نوری است که چشم انسان می‌تواند ببیند. رنگ‌های نور طول‌موج‌های مختلف دارند و نور آبی طول‌موج کوتاه (۴۵۰ تا ۴۹۵ نانومتر) دارد. هرچه طول موج کوتاه‌تر باشد، انرژی آن بیشتر است. این یعنی نور آبی درمقایسه با سایر رنگ‌های نور انرژی بیشتری دارد. این بدان معناست که نور آبی مقادیر بیشتری انرژی نسبت به رنگ‌های دیگر تولید می‌کند از این رو به آن «نور مرئی پرانرژی» می‌گویند. یک نکته منحصر به فرد در مورد نور آبی این است که نمی‌تواند به‌طور مؤثر توسط چشم انسان فیلتر شود. به همین دلیل نور آبی می‌تواند به راحتی به شبکیه چشم برسد و از آنجایی که نمایشگرهای دستگاه‌های دیجیتال تمایل به انتشار نور آبی دارند، هر روز مقدار زیادی از آن وارد چشم ما می‌شود. نور آبی باعث ارسال سیگنالی به مغز و فریب آن می‌شود، پس مغز فکر می‌کند روز است و زمان خواب به پایان رسیده‌است. پس از آن، بدن ترشح هورمون خواب که ملاتونین نام دارد را متوقف می‌کند. ملاتونین یک فراورده طبیعی است که توسط غده پینه‌آل در مغز در شب ترشح می‌شود و با کنترل چرخه خواب و بیداری مرتبط است و به ما کمک می‌کند تا برای خوابیدن آماده شویم. بدن انسان چند ساعت قبل از خواب شروع به ترشح ملاتونین می‌کند. تاریکی به ترشح هورمون ملاتونین کمک می‌کند. نور آبی ترشح ملاتونین را به تأخیر می‌اندازد. نور آبیِ شدید فشار زیادی به چشم وارد می‌کند. فعال‌سازی حالت «تاریک» یا «شب» در نمایشگر دستگاه‌ها و تلفن‌های هوشمند می‌تواند فشار واردشده بر چشم را کاهش دهد. نوجوانان نسبت به بزرگسالان در برابر اثرات نور آبی حساس تر هستند.

## منابع تولیدکننده نور آبی

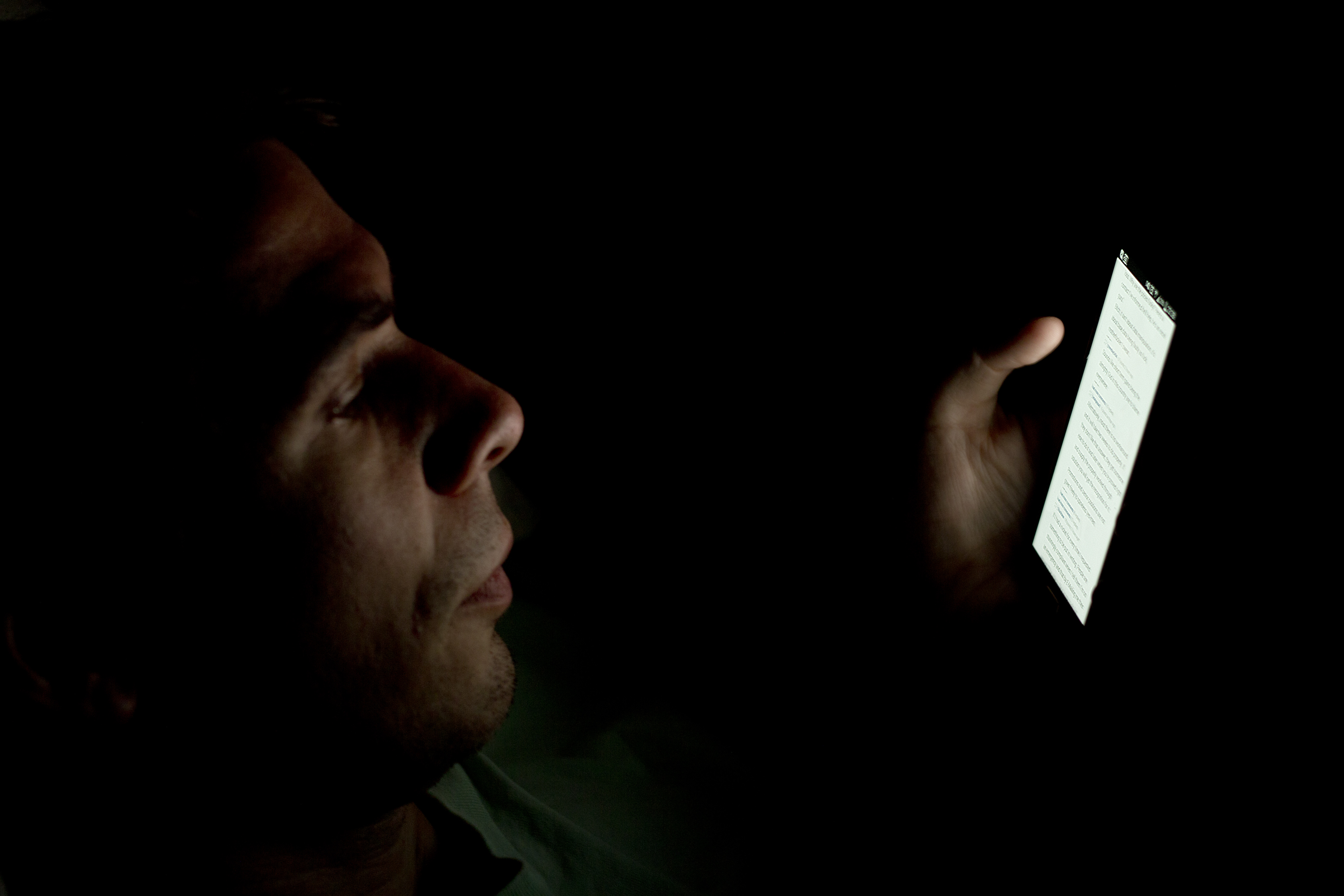
شخصی که در تاریکی به نمایشگر تلفن هوشمند نگاه می‌کند.